# Sterowana regeneracja tkanek
Sterowana regeneracja tkanek – zespół procedur w periodontologii i chirurgii stomatologicznej, które przy zastosowaniu konkretnych materiałów prowadzą do odtworzenia struktur i funkcji utraconych tkanek przyzębia lub samej kości wyrostka zębodołowego.
W technice sterowanej regeneracji tkanek wykorzystuje się materiały nieresorbowalne (PTFE, PTFE z tytanem) lub resorbowalne np. kolagenowe lub na bazie hydroksyapatytu pobudzające fibroblasty do wzrostu oraz błony półprzepuszczalne, np. Gore-Tex do separacji tkanki kostnej od szybko narastającej tkanki nabłonkowej.